# 齋藤響介
- 斎藤響介

齋藤 響介（さいとう きょうすけ、2004年11月18日 - ）は、岩手県滝沢市出身のプロ野球選手（投手）。右投右打。オリックス・バファローズ所属。

## 経歴

### プロ入り前
滝沢市立滝沢小学校3年生のときに竹の子スポーツ少年団で野球を始め、滝沢市立滝沢中学校では軟式野球部に所属。3年時に岩手県選抜に選出され、全国大会で準優勝を経験した。
盛岡中央高等学校に進学すると、1年夏からベンチ入りし、同年秋から公式戦に登板。中学時代の最速は135km/hながら、入学当初は硬式球の影響で120km/h台まで低下したものの、トレーニングを重ねて1年冬には143km/hを計測した。背番号1を背負った2年夏は岩手大会ベスト8。同年秋は学校内で新型コロナウイルス感染者が出た影響で県大会1回戦で不戦敗となった。3年春は自身が新型コロナウイルスに感染した影響で不調だったものの、3年夏の岩手大会では花巻南との2回戦で自己最速の152km/hを計測。準決勝では花巻東を相手に2失点完投勝利で決勝に進出したが、一関学院に2対3で敗れた。3年間で甲子園大会出場はなかった。
2022年8月23日にプロ志望届を提出し、10月20日に開催されたドラフト会議にて、オリックス・バファローズから3位指名を受けた。11月21日に契約金4500万円・年俸500万円（いずれも金額は推定）で仮契約。背番号は26に決定した。

### オリックス時代
2023年は5月20日の阪神タイガースとの二軍戦で公式戦デビューを果たした。ウエスタン・リーグでは8試合に登板し、防御率3.38を記録すると、8月19日に出場選手登録。登板機会がないまま、同21日に登録抹消となったものの、9月26日の埼玉西武ライオンズ戦でプロ初登板初先発となり、4回2安打4四死球3奪三振無失点という内容で勝敗は付かなかった。ルーキーイヤーは一軍で1試合に先発登板、二軍では11試合（6先発）に登板して1勝2敗・防御率2.25を記録。オフに100万円増となる推定年俸600万円で契約を更改した。
2024年も開幕を二軍で迎えたが、一軍で先発投手の登録抹消が相次いだこともあり、4月24日に出場選手登録された。5月19日の楽天戦に先発し6回途中無失点の好投も9回に抑えの平野佳寿が2失点し同点となり勝敗はつかなかった。6月8日の読売ジャイアンツ戦に先発登板し、5回1安打無失点でプロ初勝利を挙げた。オフに髙島泰都、小野泰己とともにオーストラリアン・ベースボールリーグのメルボルン・エイシズへ派遣された。

## 選手としての特徴
テイクバックの小さい“ショートアーム”の投球フォームから最速152km/hのストレート、スライダー、カットボール、カーブ、フォークを投じる。
ショートアームについて本人は「なんとなく、この投げ方が一番しっくりときて、一度も投げ方は変えていません」と話し、野球を始めた頃から自然と身についたものであるという。

## 詳細情報

### 年度別投手成績
| 年 度     | 球 団      | 登 板 | 先 発 | 完 投 | 完 封 | 無 四 球 | 勝 利 | 敗 戦 | セ 丨 ブ | ホ 丨 ル ド | 勝 率 | 打 者 | 投 球 回 | 被 安 打 | 被 本 塁 打 | 与 四 球 | 敬 遠 | 与 死 球 | 奪 三 振 | 暴 投 | ボ 丨 ク | 失 点 | 自 責 点 | 防 御 率 | W H I P |
| --------- | ---------- | ----- | ----- | ----- | ----- | -------- | ----- | ----- | -------- | ----------- | ----- | ----- | -------- | -------- | ----------- | -------- | ----- | -------- | -------- | ----- | -------- | ----- | -------- | -------- | ------- |
| 2023      | オリックス | 1     | 1     | 0     | 0     | 0        | 0     | 0     | 0        | 0           | ----  | 17    | 4.0      | 2        | 0           | 2        | 0     | 2        | 3        | 0     | 0        | 0     | 0        | 0.00     | 1.00    |
| 2024      | オリックス | 8     | 8     | 0     | 0     | 0        | 2     | 3     | 0        | 0           | .400  | 165   | 37.2     | 29       | 2           | 19       | 0     | 2        | 28       | 1     | 0        | 20    | 17       | 4.06     | 1.27    |
| 通算：2年 | 通算：2年  | 9     | 9     | 0     | 0     | 0        | 2     | 3     | 0        | 0           | .400  | 182   | 41.2     | 31       | 2           | 21       | 0     | 4        | 31       | 1     | 0        | 20    | 17       | 3.67     | 1.25    |

- 2024年度シーズン終了時

### 年度別守備成績
| 年 度 | 球 団      | 投手  | 投手  | 投手  | 投手  | 投手  | 投手     |
| 年 度 | 球 団      | 試 合 | 刺 殺 | 補 殺 | 失 策 | 併 殺 | 守 備 率 |
| ----- | ---------- | ----- | ----- | ----- | ----- | ----- | -------- |
| 2023  | オリックス | 1     | 0     | 0     | 0     | 0     | ----     |
| 2024  | オリックス | 8     | 1     | 5     | 1     | 0     | .857     |
| 通算  | 通算       | 9     | 1     | 5     | 1     | 0     | .857     |

- 2024年度シーズン終了時

### 記録
初記録
投手記録
- 初登板・初先発登板：2023年9月26日、対埼玉西武ライオンズ25回戦（京セラドーム大阪）、4回無失点で勝敗つかず[16]
- 初奪三振：同上、2回表にデビッド・マキノンから空振り三振[23]
- 初勝利・初先発勝利：2024年6月8日、対読売ジャイアンツ2回戦（東京ドーム）、5回無失点[19]

打撃記録
- 初打席：2024年5月30日、対広島東洋カープ3回戦（MAZDA Zoom-Zoom スタジアム広島）、2回表に九里亜蓮から見逃し三振

### 背番号
- 26（2023年 - ）